# 忘年感謝祭 來洗牌吧，AKB！ SKE也請多關照吧
忘年感謝祭 來洗牌吧，AKB！ SKE也請多關照吧（日语：年忘れ感謝祭 シャッフルするぜ、AKB！SKEもよろしくね）是日本女子偶像組合AKB48於2008年12月20日在JCB Hall（現TOKYO DOME CITY HALL）舉行的演唱會，為AKB48在2008年最後一個演唱會。

## 概要
- 在11月11日舉行的Team K公演公佈會在12月20日於JCB Hall舉行這次演唱會[2]。
- 演唱會的演出成員為AKB48及SKE48，而演唱會將會以成員洗牌來表演不同歌曲[3]。

## 參加成員
團隊所屬以演出時為準
- AKB48
  - Team A
    - 板野友美、大島麻衣、川崎希、北原里英、小嶋陽菜、佐藤亞美菜、佐藤由加理、篠田麻里子、高橋南（高橋みなみ）、中田千智（中田ちさと）、藤江麗奈（藤江れいな）、前田敦子、峯岸南（峯岸みなみ）、宮崎美穗

  - Team K
    - 梅田彩佳、大島優子、大堀惠、奧真奈美、小野惠令奈、河西智美、倉持明日香、小林香菜、佐藤夏希、成瀨理沙、野呂佳代、早野薫、增田有華、松原夏海、宮澤佐江

  - Team B
    - 多田愛佳、柏木由紀、片山陽加、佐伯美香、早乙女美樹、指原莉乃、田名部生來、仲川遥香、仲谷明香、仁藤萌乃、野口玲菜、平嶋夏海、松岡由紀、米澤瑠美、渡邊麻友

  - 研究生
    - 有馬優茄、內田真由美、瓜屋茜、大家志津香、小原春香、鈴木菜繪、高城亞樹、近野莉菜、冨田麻友、中塚智實、野中美鄉、藤本紗羅、村中聰美、
- SKE48
  - 稻垣保奈美（稻垣ほなみ）、大矢真那、尾關喜春（尾關きはる）、小野晴香、桑原瑞希（桑原みずき）、佐藤聖羅、佐藤實繪子、柴木愛子、新海里奈、高田志織、出口陽、中西優香、平田璃香子、平松可奈子、前川愛佳、松井珠理奈、松井玲奈、松下唯、森紗雪、矢神久美、山下萌（山下もえ）

※秋元才加、浦野一美、研究生石田晴香、研究生畑山亞梨紗及SKE48高井月奈（高井つき奈）休演。

## 曲目[4][5]
- 所有時間為日本時間。
- 舉行時間：入場時間17:00、出演時間18:00[1]
- 表演前播報：高橋南

1. overture
2. 大聲鑽石（大声ダイヤモンド） - Team A、K、B[6][7]
3. 浪漫、不需要（ロマンス、イラネ） - Team A、K、B
4. AKB參上! - Team A、K、B
5. MC1 - 全員
6. 裙襬飄飄（スカート、ひらり） - 小嶋、松井珠、渡邊、前田、小野、大島優、峯岸
7. 用飛吻擊落他！（投げキッスで撃ち落せ!） - 仁藤、仲川、宮崎、北原、野口、早野
8. 純愛的漸強音（純愛のクレッシェンド）- 柏木、河西、宮澤
9. 從背後緊緊相擁（背中から抱きしめて） - 倉持、增田、片山、篠田、小林、佐藤由、川崎
10. 7點12分的初戀（7時12分の初恋） - 多田、指原、渡邊、奧、平嶋
11. 沙灘的櫻桃（渚のCHERRY） - 松井珠（中心）、野口、仲谷、早野
12. MARIA - 峯岸、高橋、板野
13. Faint - 梅田、宮崎、高城
14. 玻璃般的我愛你（ガラスの I LOVE YOU） - 渡邊、藤江、多田、小野
15. 你是天馬（君はペガサス） - 小嶋、前田、北原、峯岸
16. 純情主義（純情主義） - 板野、宮澤、佐藤亞（伴舞：鈴木、內田、中西、大家、瓜屋、藤本）
17. 淚之湘南（涙の湘南） - 大島優、佐藤夏、佐伯、中田、松原
18. Blue rose - 河田、篠田、大島麻、小原
19. 禁忌的2人（禁じられた2人） - 柏木、小野
20. 雨中動物園（雨の動物園） - 中塚、成瀨、仲谷、松井珠、矢神、米澤、松井玲、田名部
21. 隔壁的香蕉（となりのバナナ） - 大堀、野呂
22. 雄蕊雌蕊夜之蝶（おしべとめしべと夜の蝶々） - 前田、小嶋
23. 和你在一起的平安夜（あなたとクリスマスイブ） - 高橋、大島麻
24. MC2 - 峯岸、篠田、大島優、倉持、柏木、仁藤、高城
25. overture (SKE48 ver.)
26. 讓我吃下毒蘋果（毒リンゴを食べさせて） - SKE48
27. MC3 - SKE48
28. SKE48 - SKE48
29. 生日夜（誕生日の夜） - Team A、高城、中塚
30. 未來的果實（未来の果実） - Team A、高城、中塚
31. Two years later - Team B、近野
32. 初日 - Team B、近野
33. 暹羅貓（シャムネコ） - Team K、小原、野中
34. 化作滾石吧（転がる石になれ） - Team K、小原、野中
35. MC4 - 全員
36. Baby! Baby! Baby! - Team A、K、B
37. Dear my teacher - Team A、K、B
38. MC5 - 全員
39. BINGO! - Team A、K、B、研究生

安可曲
1. 機尾雲（ひこうき雲） - Team A、K、B、研究生
2. 想見你 - Team A、K、B、研究生
3. MC6 - 全員
4. 妳正在看著夕陽嗎？（夕陽を見ているか？） - Team A、K、B、研究生、SKE48
5. MC7 - 全員
6. 大聲鑽石 - Team A、K、B、研究生、SKE48、7期研究生

- 表演後播報：高橋南

## 公佈
- 在演唱會開始前披露20名7期研究生，其中包括於8月被解僱的菊地彩香[8]。
  - 7期研究生：石黑莉美、岩佐美咲、上遠野瑞穗、菊地彩香（菊地あやか）、小森美果、佐藤堇（佐藤すみれ）、鈴木紫帆里、鈴木瑪莉亞（鈴木まりや）、林彩乃、前田亞美、松井咲子、他9名
- 公佈將於2009年3月4日發售最新單曲「10年櫻」，內容仍然會以櫻花及畢業作為歌曲主題[9][10]。
- AKB48繼Team A、K及B後，成立第4支隊伍「Team研究生」，成員由研究生組成[11]。

## DVD
演唱會的CD及DVD由AKS於2009年2月28日發行。DVD共有2枚並收錄了演唱會及幕後花絮。同時亦發售Premium Box，附有演唱會的歌曲CD、DVD、120頁小冊子及隨機5張生寫真。
根據Oricon公信榜，本DVD的最高排名為173名。